# Gustav Bauditz (officer)
Carl Gustav Heinrich Bauditz (29. juni 1780 i Helsingør – 11. december 1849) var en dansk officer. Han var søn af generalløjtnant Carl Bauditz. Blandt hans børn var Peter og Peter Gustav Bauditz.
Bauditz blev 1794 kadet, 1798 sekondløjtnant i artilleriet med anciennitet af 1796. 1800 blev han kommanderet til tjeneste ved armékorpset i Holsten, 1804 virkelig premierløjtnant, 1806 karakteriseret kaptajn. 1807 blev han med avantgarden under general Johann Ewald kommanderet til Sjælland, hvor han lå til 1814, da han kom tilbage til København. 
Han var 1810 blevet stabskaptajn og 1812 kompagnichef. I 1828 blev han virkelig major og i 1833 oberstløjtnant og chef for danske artilleribrigade, som han ved planen 1842 beholdt, da den blev 1. artilleriregiment. I 1844 blev han generalmajor og chef for artilleribrigaden, som han forestod i de første år af Treårskrigen. Han døde 11. december 1849. 1845 blev han Kommandør af Dannebrog.
Bauditz var særdeles interesseret i artilleriet, besad megen forretningsdygtighed og var utrættelig i opfyldelsen af sine pligter. De vanskelige forhold mht. artilleriets udrustning i 1848 ville dog muligvis have oversteget hans kræfter, hvis han ikke havde haft en fortrinlig medhjælp i brigadens stabschef, oberstløjtnant J.S. Fibiger. 1808 blev han gift med Sophie Dorothea Frederikke Jahn (25. august 1786 – pludselig 1. maj 1848), datter af dr. med. Jacob Diderik Jahn, senere Landfysikus (embedslæge) i Heide.